# Wang Chan (huyện)
Wang Chan (tiếng Thái: วังจันทร์) là một huyện (amphoe) ở phía bắc của tỉnh Rayong, phía đông Thái Lan.

## Lịch sử
Tiểu huyện (king amphoe) Wang Chan đã được lập ngày 16 tháng 11 năm 1977 thông qua việc tách hai tambon Chum Saeng và Wang Chan từ huyệnKlaeng. Tiểu huyện đã được nâng cấp thành huyện ngày 19 tháng 7 năm 1991.

## Địa lý
Các huyện giáp ranh (từ phía đông theo chiều kim đồng hồ) là: Khao Chamao, Klaeng, Mueang Rayong, Ban Khai và Pluak Daeng của tỉnh Rayong, và Nong Yai và Bo Thong của tỉnh Chonburi.

## Hành chính
Huyện được chia ra thành 4 phó huyện (tambon), các đơn vị này lại được chia thành 30 làng (muban). Chum Saeng là một thị trấn (thesaban tambon) nằm trên một phần của tambon Chum Saeng và Phlong Ta Iam. Có 4 Tổ chức hành chính tamobon.
| STT. | Tên           | Tên Thái  | Số làng | Dân số |  |
| ---- | ------------- | --------- | ------- | ------ |  |
| 1.   | Wang Chan     | วังจันทร์    | 6       | 3.959  |  |
| 2.   | Chum Saeng    | ชุมแสง     | 8       | 8.463  |  |
| 3.   | Pa Yup Nai    | ป่ายุบใน    | 8       | 6.855  |  |
| 4.   | Phlong Ta Iam | พลงตาเอี่ยม | 8       | 5.204  |  |